# Hable con ella
 Hable con ella és una pel·lícula espanyola dirigida per Pedro Almodóvar, estrenada el 2002.

## Argument
La cortina s'aixeca amb un espectacle de dansa, una representació del Cafè Müller de Pina Bausch. A la sala, dos espectadors seuen un al costat de l'altre, però no es coneixen: el primer, Benigno, s'adona que el seu veí, Marco, deixa escapar-se una llàgrima d'emoció.
A la clínica, durant les cures que li prodiga, l'infermer Benigno explica l'espectacle a l'Alicia, una pacient en coma, i li ofereix fins i tot una dedicatòria de Pina Bausch, la cèlebre coreògrafa. Benigno és un home senzill, simpàtic, servicial, sacrificat, que es dedica completament a aquesta jove hospitalitzada.
Després d'haver vist una de les seves entrevistes a la televisió, el periodista d'El País Marco s'interessa per Lydia, una torera vedet de la tauromàquia. Després d'una correguda de toros, l'aborda amb aquest objectiu, però ella li demana immediatament que la porti a Madrid. En la discussió, menciona no voler abordar el tema de la seva recent separació del Niño de València, un torero que ha estat el seu amant. Arribada a casa seva, agafa por a causa d'una serp, que Marco matarà. L'acompanya finalment a un hotel i ella accepta la idea del reportatge.
A la clínica El Bosque, s'evoca que Alicia va tenir fa quatre anys un greu accident de trànsit i que es troba en coma des d'aleshores.
Marco i Lydia comencen una relació.
«Alguns mesos més tard. »
Lydia anuncia a Marco que han de parlar i que ho farà després de la correguda de toros. Però és greument ferida pel toro i és portada a un hospital.
«Tres setmanes més tard. »
Lydia està en coma; Marco coneix el Niño que ha anat a retre visita a la seva excompanya. Buscant el metge, observa per casualitat, per una porta entreoberta, les cures donades a una pacient en coma. El metge comenta que hi ha poques possibilitats que Lydia recuperi mai la consciència. Tornant davant la porta entreoberta, Marco és cridat per l'infermer Benigno. Parlen un moment; Marco es fixa en la foto dedicada per Pina Bausch i Benigno reconeix que se'n recorda del Marco, que havia estat el seu veí a l'espectacle de ball.
El senyor Roncero ret visita a la seva filla Alicia. Li menciona al Benigno la consulta que li havia fet feia algun temps com a psiquiatre, i que havia quedat sense seguiment, i qüestiona la seva sexualitat. Benigno li confirma al doctor que s'interessa pels homes i que té actualment algú en la seva vida. Després que el pare hagi marxat, Benigno relata la trobada amb un dels seus col·legues, mencionant l'anècdota de la seva sexualitat i informant ser homosexual.
A l'hospital, en Marco coneix la Katerina, la professora de ball d'Alicia; Benigno menciona que l'escola de ball es troba davant de casa seva.
«Quatre anys abans. »
A casa seva, o a casa de la seva mare amb qui viu, Benigno admira les classes de ball davant el seu immoble, en particular una de les alumnes. Mentre aquesta marxa de la classe, Benigno es fixa que perd la seva cartera al carrer; l'agafa per tornar-l'hi. Es diu Alicia i l'acompanya fins casa seva, on es troba igualment el gabinet del seu pare psiquiatre, el doctor Roncero. Passen alguns dies i Benigno, inquiet per no tornar a veure Alicia a les classes, demana hora amb el doctor Roncero. En la consulta, Benigno explica poc d'ell, però sí menciona que se sent molt lligat a la seva mare i hom s'assabenta que és verge. Deixant el psiquiatre, descobreix l'habitació de l'Alicia, hi entra i s'agafa una pinça de cabells abans de topar amb ella quan està sortint de la dutxa. Li diu que no tingui por i marxa. La setmana s'acaba amb nombroses pluges sobre la ciutat.
Benigno li indica a Marco que es va assabentar llavors que Alicia havia tingut un accident de cotxe degut a la pluja, i que el pare l'havia llogat per ocupar-se exclusivament d'ella. Afegeix fins i tot que ha viscut així els quatre anys més bonics de la seva vida. Marco admet que no aconsegueix ni tan sols tocar a la Lydia i en Benigno li explica que cal parlar-li, com ell fa amb l'Alicia. Alguns col·legues del Benigno qüestionen aquesta devoció equívoca per a una dona que coneix professionalment, però els rumors indiquen que és homosexual.
Interessant-se per les aficions d'Alicia - el cinema mut entre altres -, Benigno veurà una pel·lícula muda, El amante menguante. Li explica la pel·lícula a l'Alicia - la història d'un jove enamorat, Alfredo, que prova la poció de la seva companya química, Amparo, i es va fent petit fins a mesurar una mitja dotzena de centímetres. Una nit, Alfredo explora el cos nu de la seva companya, fins a refugiar-se en el més profund del seu ésser, entrant dintre seu per no sortir mai més...
«Un mes més tard. »
En presència del Marco, en Benigno ha reunit a l'Alicia i la Lydia a la terrassa. Marco recorda la boda de la seva expromesa, Ángela, cerimònia a la qual havia assistit amb la Lydia. Li menciona a la Lydia els problemes de drogues de l'Ángela així com la seva pena quan es van separar. Lydia volia parlar-li després de la cursa de braus a la qual anaven.
A la clínica, Marco coneix el Niño. Aquest li comunica que Lydia i ell havien tornat com a parella un mes abans de l'accident i el Marco comprèn llavors de què volia parlar-li. Va a la cambra d'Alicia, la descobreix nua i sola, després arriba Benigno. Anuncia que se n'anirà de viatge, després deixa la sala. La col·lega de Benigno arriba i parlen sobre el fet que a l'Alicia no li ve la regla. "Només és un retard", segons Benigno. Un mes més tard, es fa la mateixa pregunta però Benigno pensa que tot és normal; la infermera decideix parlar-ne al metge en cap.
Marco i Benigno mengen junts. Marco menciona que no s'ha pogut anar a acomiadar d'Alicia, ja que té exàmens. Benigno li anuncia llavors que es casarà, amb Alicia. Marco li fa prometre oblidar aquesta idea absurda i no repetir-ho més davant de ningú. La direcció de l'hospital aborda el problema de l'embaràs i de la violació d'Alicia. Benigno ha omplert tots els informes i un altre infermer ha estat testimoni de la seva conversa amb el Marco pel que fa a la seva idea de matrimoni, cosa que fa d'ell el principal sospitós...
«Jordània, vuit mesos més tard. »
Marco treballa en una platja i s'assabenta pel diari que Lydia ha estat inhumada. Truca la clínica i s'assabenta que Benigno ja no hi treballa i que és a la presó, per la violació d'Alicia. Marco torna a Espanya. En el moment d'una conversa telefònica, Benigno prega el seu amic d'informar-se del que ha passat amb Alicia, ja que ell no ho sap. Es troben finalment; Benigno li lloga el seu pis i li recorda que desitja rebre notícies d'Alicia.
Des del pis de Benigno, Marco també pot observar l'escola de ball. Experimenta un xoc, ja que veu Alicia que, convalescent, ha anat a retre visita a Katerina. Marco discuteix amb l'advocat de Benigno, que li explica que ha estimat que aquest no s'assabentés que l'estat d'Alicia havia tornat a la normalitat després del seu part i que el bebè havia nascut mort.
Marco es troba de nou amb el Benigno però no li diu la veritat. Alguns dies més tard, rep un missatge del Benigno, qui ha decidit "evadir-se". Marco en comprèn immediatament el sentit amagat i va a la presó però arriba massa tard: Benigno s'ha enverinat amb medicaments i ja és mort. Algun temps més tard, Marco parlarà amb el Benigno al cementiri i li revelarà que Alicia és viva. Marco és al teatre, per casualitat a la mateixa sessió que Alicia i Katerina; aquesta el reconeix. Marco i Alicia es saluden. La pel·lícula acaba mentre apareix un nou subtítol: «Marco i Alicia».

## Repartiment
- Javier Cámara: Benigno Martín, l'infermer
- Darío Grandinetti: Marco Zuluaga, el periodista
- Leonor Watling: Alicia Roncero, la pacient en coma, antiga ballarina
- Rosario Flores: Lydia González, la torera
- Géraldine Chaplin: Katerina Bilova, la professora de ball d'Alicia
- Mariola Fuentes: Rosa, la infermera col·lega de Benigno
- Paz Vega: Amparo
- Adolfo Fernández: Niño de Valencia, ex-amant de Lydia
- Helio Pedregal: el doctor Roncero, pare d'Alicia
- Elena Anaya: Angela, l'ex-promesa de Marco
- Pina Bausch: ella mateixa

## Premis i nominacions

### Premis
- 2003. Oscar al millor guió original per Pedro Almodóvar
- 2003. Globus d'Or a la millor pel·lícula estrangera
- 2003. BAFTA a la millor pel·lícula en llengua no anglesa
- 2003. BAFTA al millor guió original per Pedro Almodóvar
- 2003. César a la millor pel·lícula de la Unió Europea
- 2003. Goya a la millor música original per Alberto Iglesias

### Nominacions
- 2003. Oscar al millor director per Pedro Almodóvar
- 2003. Goya a la millor pel·lícula
- 2003. Goya al millor director per Pedro Almodóvar
- 2003. Goya al millor actor per Javier Cámara
- 2003. Goya al millor guió original per Pedro Almodóvar
- 2003. Goya al millor so per Miguel Rejas, José Antonio Bermúdez, Manuel Laguna, Rosa Ortiz, Diego Garrido i José Salcedo
- 2003. Goya als millors efectes especials per David Martí, Montse Ribé i Jorge Calvo

## Al voltant de la pel·lícula
- La pel·lícula ha estat criticada per diverses associacions de defensa dels animals per a les seves escenes de cursa de braus.
- Els subtítols marquen el ritme de la pel·lícula; estan marcats entre cometes en l'argument.
- La pel·lícula s'obre amb una representació de Cafè Müller, un famós espectacle de la coreògrafa Pina Bausch sobre una música de Purcell.
- El nom del personatge principal, Benigno, és una picada d'ull a Roberto Benigni, amb qui Almodóvar desitjava treballar.[2]
- La pel·lícula muda que Benigno descobreix a la filmoteca (El amante menguante d'un inventat Hilario Muñoz), és un homenatge a un clàssic del cinema fantàstic estatunidenc, L'home que s'estreny (The Incredible Shrinking Man) de Jack Arnold.
- Marco remembra moments malenconiosos que ha viscut amb Lydia, entre els quals una vesprada durant la qual senten un cantant interpretar «Cucurrucucú Paloma»; Caetano Veloso fa el seu propi paper i interpreta aquesta famosa cançó. Es pot igualment observar la presència, com a figurants, de Marisa Paredes i Cecilia Roth, actrius fetitxes d'Almodóvar, sobretot a la pel·lícula Todo sobre mi madre.
- Almodóvar havia sentit aquesta cançó en concert i somiava des de fa molt de temps amb poder integrar-la a una de les seves pel·lícules.
- El sacerdot que casa Ángela, l'antiga amiga de Marco, és Agustín Almodóvar, germà de Pedro i productor de la pel·lícula.
- Pedro Almodóvar fa igualment altres referències cinematogràfiques a la seva pel·lícula: es pot observar a dues vegades un llibre amb coberta groga sobre la tauleta de nit d'Alicia, representant l'actor Robert Mitchum a La nit del caçador de Charles Laughton.
- La pel·lícula tanca amb una altra obra de ball de la Pina Bausch, Masurca fogo, amb músiques de k.d. lang, una reinvenció de la música de Kraftwerk feta pel Quartet Balanescu i música tradicional africana i portuguesa.
- Vicente Amigo Girol toca el tema de guitarra flamenca dels crèdits finals.